# エルドラドビジネスタワー
座標: 南緯23度34分23秒 西経46度41分52秒 / 南緯23.57306度 西経46.69778度

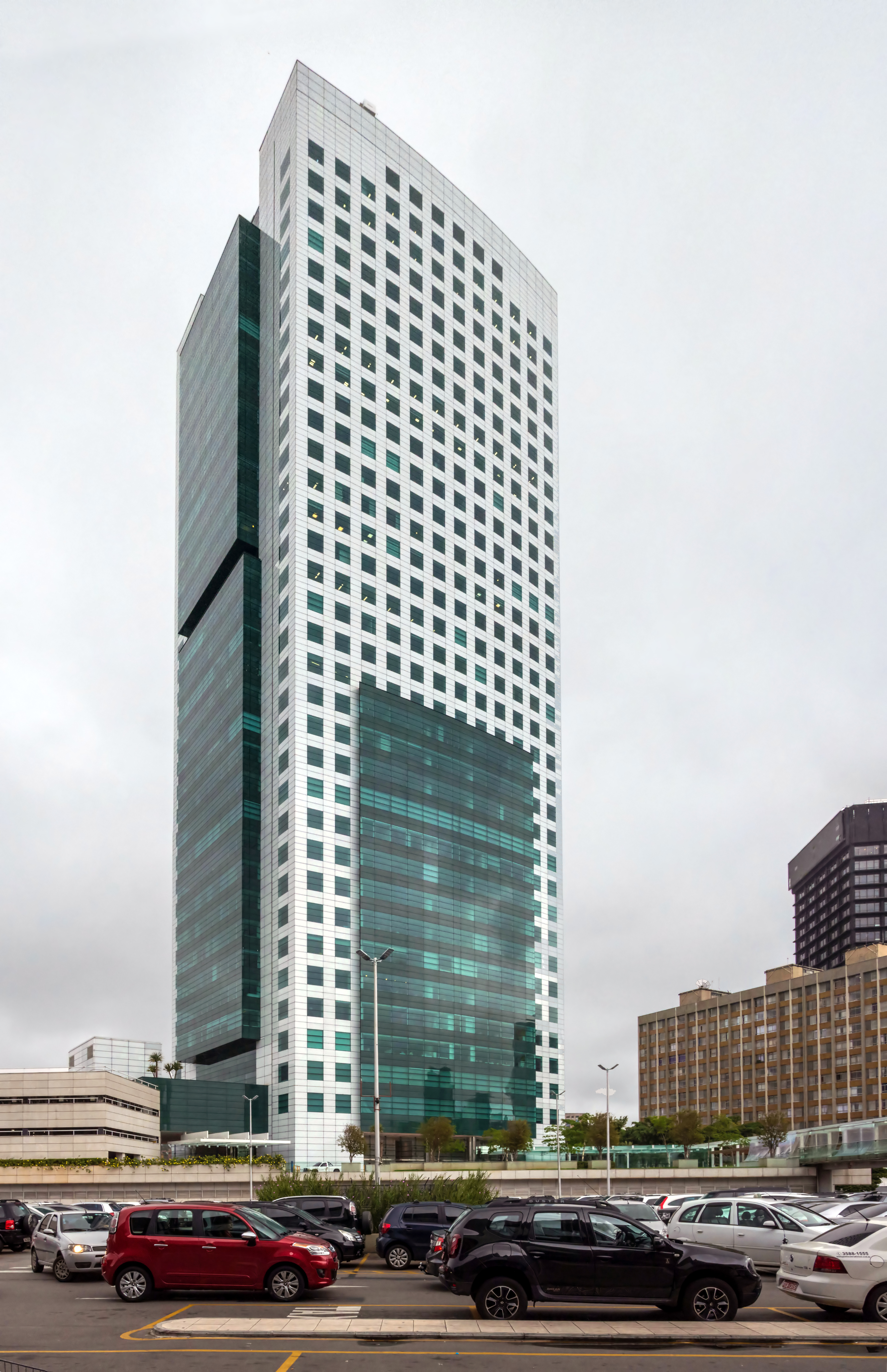
エルドラドビジネスタワー

エルドラドビジネスタワー（Eldorado Business Tower） は、ブラジルのサンパウロにある超高層ビル。高さ141m、36階建て。2005年に着工し2007年に竣工した。